# Philotrox
Philotrox — викопний рід підродини Hesperocyoninae ранніх псових. Він жив в олігоцені Північної Америки, 30,8–26,3 млн років тому. За формою він був проміжним між невеликим Cynodesmus і пізнішим Enhydrocyon, першим гіперм'ясоїдним, костедробильним, псовим.